# S-System
S-Systeme (S für Sättigung (von Saturation) oder Synergismus) dienen zur Beschreibung und Simulation biologischer und biochemischer Systeme die einem Grenz- oder Sättigungszustand zustreben.
Sie können fast alle kinetischen Phänomene natürlicher Reaktionen zuverlässig beschreiben. Die Wechselwirkungen werden durch einen Satz nichtlinearer Differentialgleichungen erster Ordnung beschrieben, die aus einem Produktions- und einem Abbauterm bestehen:
{\displaystyle {\frac {\mathrm {d} x_{i}}{\mathrm {d} t}}=\alpha \cdot \prod _{j=0}^{N}x_{j}^{g_{ij}}-\beta \cdot \prod _{j=0}^{N}x_{j}^{h_{ij}}}  ; für i = 1 .. N
N bezeichnet die Anzahl der wechselwirkenden Substanzen. Mit xi sind die Konzentrationsvariablen bezeichnet, mit α die Produktionsrate und mit β die Abbaurate. Die Exponenten gij und hij entsprechen Reaktionsordnungen der Produktions- und Abbaufunktionen der Substanz i als Funktion der Substanz j.

## Beispiel
Für ein System mit 2 Substanzen ergibt sich folgendes Differentialgleichungssystem:
{\displaystyle {\frac {\mathrm {d} x_{0}}{\mathrm {d} t}}=\alpha \cdot {x_{0}}^{g_{00}}\cdot {x_{1}}^{g_{01}}-\beta \cdot {x_{0}}^{h_{00}}\cdot {x_{1}}^{h_{01}}}
{\displaystyle {\frac {\mathrm {d} x_{1}}{\mathrm {d} t}}=\alpha \cdot {x_{0}}^{g_{10}}\cdot {x_{1}}^{g_{11}}-\beta \cdot {x_{0}}^{h_{10}}\cdot {x_{1}}^{h_{11}}}